# 水場川

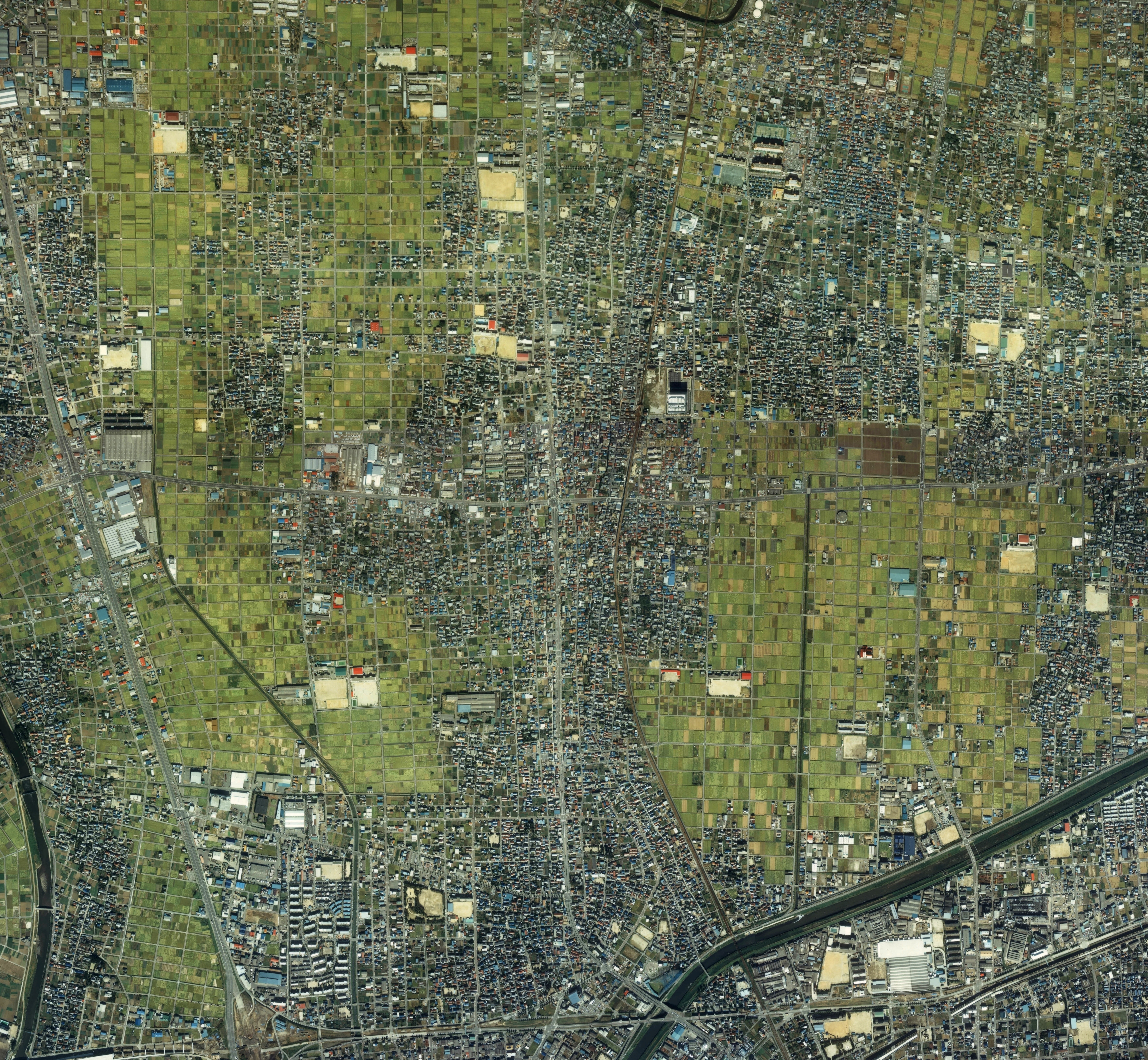
愛知県北名古屋市を流れる水場川（左）と鴨田川（右）。
1987年度（昭和62年度）に撮影された

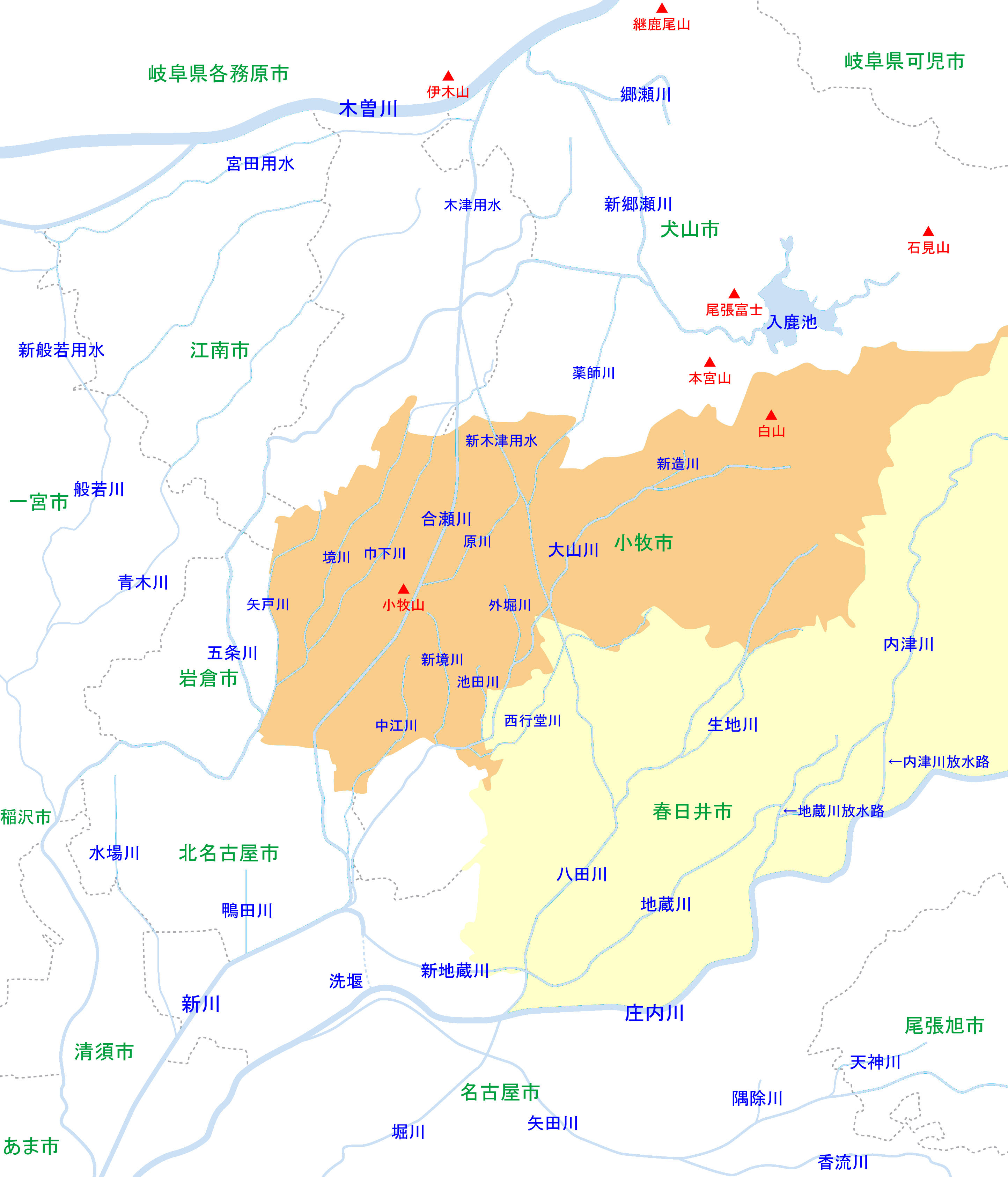
小牧市・春日井市周辺河川の位置関係図

水場川（すいばがわ）は、庄内川水系の一級河川。
愛知県北名古屋市・清須市を流れる。新川に合流する2次支川。

## 地理
北名古屋市法成寺付近を上流端として南に流れ、清須市阿原付近で新川に合流する。河川法における河川延長は約5.5キロメートル。水場川の東西には五条川や合瀬川が流れており、水場川の流域は自然堤防と後背湿地からなる高低差の少ない平地となっており、水場川は五条川・合瀬川から取水した用水などを水源とする排水路としての色合いが強い。

## 歴史
水場川は、古くは湿地や沼を表す言葉から「ノマの川」と呼ばれていた。
東西を大きな河川に挟まれた低地であることから古来から幾度となく内水被害に見舞われており、江戸時代には周辺町村が「水場輪中」（あるいは水場川輪中）を結成して水害に対処してきた。
近年の水害で特に大きなものは、1976年（昭和51年）の台風17号に起因する豪雨、2000年（平成12年）の東海豪雨による浸水被害が挙げられる。

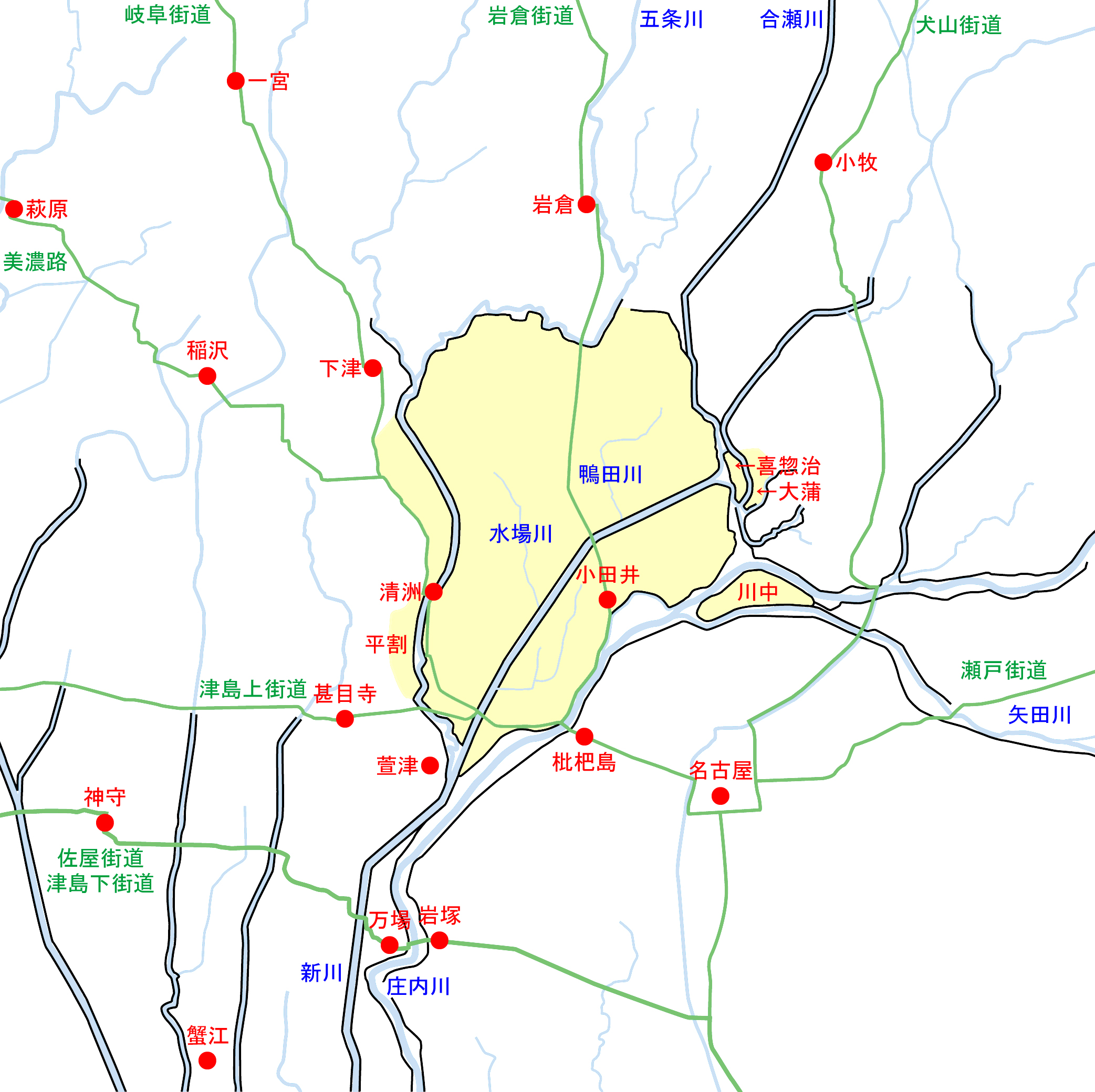
庄内川・新川流域の輪中の分布（黄着色部が輪中）。黒線は堤防、緑線は主要な街道などを意味するが、街道が堤防を通る場合は緑線で表示。赤字は主要な地名など。